# Furnace, Skottland
Furnace är en by i Argyll and Bute, Skottland. Byn är belägen 15 km 
från Inveraray. Orten har 300 invånare (1991). Det döptes om från Inverleacainn på 1700-talet. Från 1755 till 1812 fanns det smältverk.